# Número de chasis

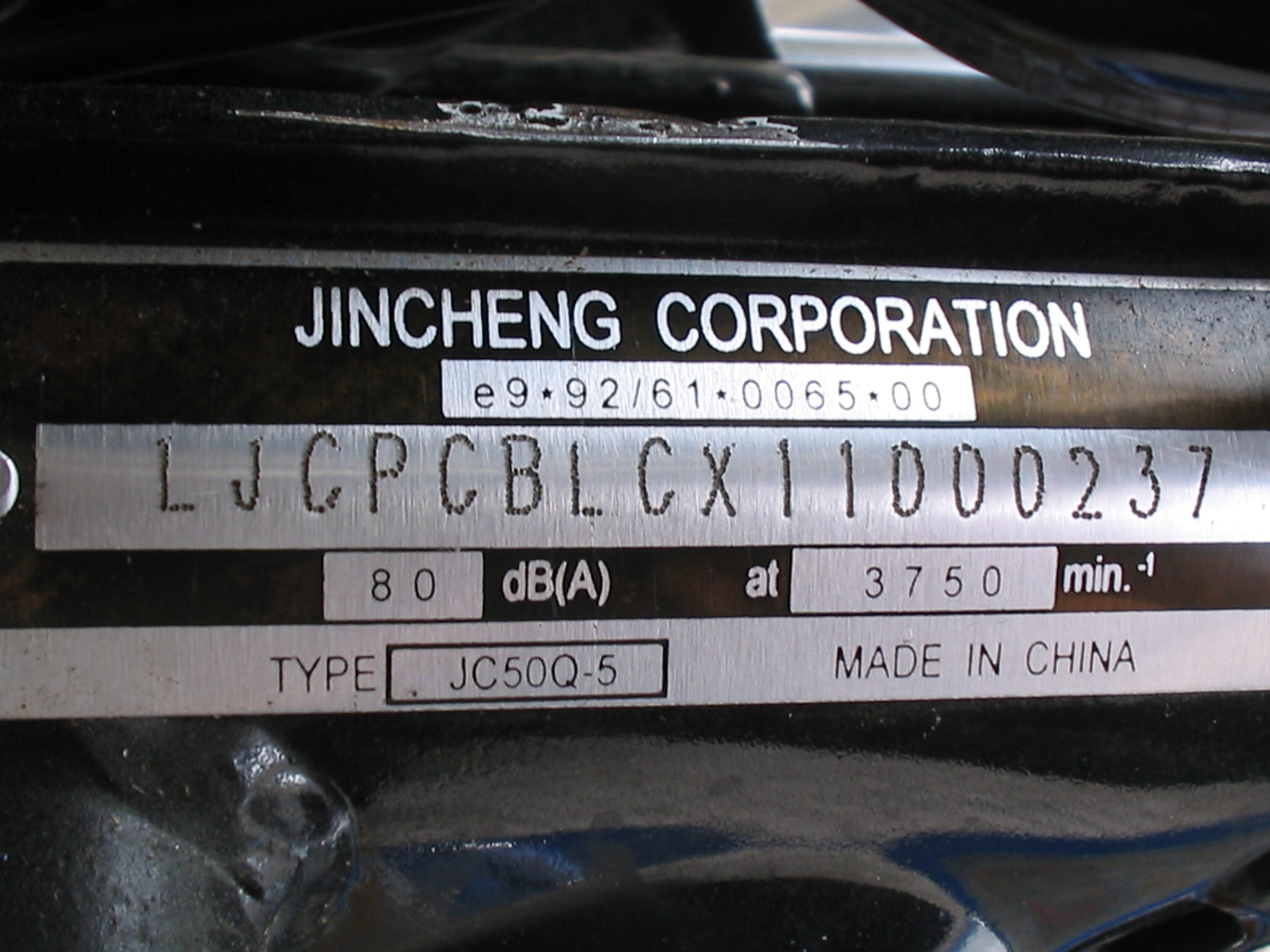
Número de chasis de una motocicleta.

Número de chasis o bastidor, denominado internacionalmente Vehicle Identification Number (VIN) es una secuencia de dígitos que identifica los vehículos de motor de cualquier tipo.
Con anterioridad a 1980 no existía una norma para estos códigos, por lo que los diferentes fabricantes utilizaban distintos formatos. Los códigos actuales constan de 17 caracteres que no incluyen las letras I, O,Q y Ñ.
En realidad, el número de chasis y el número de VIN son ligeramente diferentes.
El número de VIN está compuesto por 17 caracteres alfanuméricos. El número de chasis se compone únicamente de los últimos 8 dígitos del VIN. 

## Estructura del VIN
Los dos primeros caracteres del código identifican el país de la empresa fabricante. Si empiezan por 1, 4 o 5 indica que fue manufacturado en Estados Unidos, 2 en Canadá, 3 en México, A - AH en Sudáfrica, J en Japón, KL - KR en Corea del Sur, L en China, MA - ME en India, MF - MK en Indonesia, ML - MR en Tailandia, PA - PE en Filipinas, PL - PR en Malasia, SA - SM en Reino Unido, SN - ST - W en Alemania, SU - SZ en Polonia, TA - TH en Suiza, TJ - TP en República Checa, TR - TV en Hungría, UU - UZ en Rumanía, VA - VE en Austria, VF - VR en Francia, VS - VW en España, X3 - X0 en Rusia, YA - YE en Bélgica, YF - YK en Finlandia, YS - YW en Suecia, ZA - ZR en Italia, 6A - 6W en Australia, 7A - 7E en Nueva Zelanda, 8A - 8E en Argentina, 8F - 8J en Chile, 8X - 82 en Venezuela, 9A - 9B - 9E - 93 - 99 en Brasil, 9F - 9J - 9G en Colombia, RF - RK Taiwán.
El segundo carácter identifica a la empresa fabricante por ejemplo Audi (A), BMW (B), Buick (4), ford (F), Cadillac (6), Chevrolet (C), Chrysler (C), Dodge (D), Renault (F), GM Canadá (7), General Motors (G), Honda (niH), Jaguar (A), Lincoln (L), Mercedes Benz (D), Mercury (M), Nissan (N), Oldsmobile (3), Pontiac (2 o 5), Plymouth (P), Saab (S), Saturn (8), Toyota (T), Volkswagen (V) Chery (VV).
El tercer carácter identifica la división de la compañía que realizó la manufactura del vehículo.
Del cuarto carácter al octavo corresponde la identificación de las características del vehículo, tipo de chasis, modelo de motor, entre otros.
El noveno carácter es un verificador que se obtiene con la asignación de valores a las letras del abecedario omitiendo la I, O, Q y Ñ según la norma 3779 de la Organización Internacional para la Estandarización como muestra la siguiente tabla:
| 1        | 2   | 3   | 4   | 5   | 6   | 7   | 8   | 9   | 10  | 11  | 12  | 13  | 14  | 15  | 16  | 17  |     |
| ISO 3779 | WMI | WMI | WMI | VDS | VDS | VDS | VDS | VDS | VDS | VIS | VIS | VIS | VIS | VIS | VIS | VIS | VIS |

WMI = World Manufacturer Identifier, VDS = Vehicle Descriptor Section, VIS = Vehicle Identifier Section
Este número es multiplicado por el valor asignado de acuerdo al peso de vehículo y a través de una ecuación preestablecida se obtiene el número que va en esta posición.
La décima posición del código de identificación de vehículos nos indica el año del modelo. Si el vehículo fue producido entre 1980 y 2000 o entre 2010 y 2030 se identifica con una letra, pero si fue manufacturado entre 2001 y 2009 o entre 2031 y 2039 se identificará con un número:
| Letra | Año  |  | Letra | Año  |  | Número | Año  |  | Letra | Año  |  | Letra | Año  |  | Número | Año  |
| ----- | ---- |  | ----- | ---- |  | ------ | ---- |  | ----- | ---- |  | ----- | ---- |  | ------ | ---- |
| A =   | 1980 |  | L =   | 1990 |  | Y =    | 2000 |  | A =   | 2010 |  | L =   | 2020 |  | Y =    | 2030 |
| B =   | 1981 |  | M =   | 1991 |  | 1 =    | 2001 |  | B =   | 2011 |  | M =   | 2021 |  | 1 =    | 2031 |
| C =   | 1982 |  | N =   | 1992 |  | 2 =    | 2002 |  | C =   | 2012 |  | N =   | 2022 |  | 2 =    | 2032 |
| D =   | 1983 |  | P =   | 1993 |  | 3 =    | 2003 |  | D =   | 2013 |  | P =   | 2023 |  | 3 =    | 2033 |
| E =   | 1984 |  | R =   | 1994 |  | 4 =    | 2004 |  | E =   | 2014 |  | R =   | 2024 |  | 4 =    | 2034 |
| F =   | 1985 |  | S =   | 1995 |  | 5 =    | 2005 |  | F =   | 2015 |  | S =   | 2025 |  | 5 =    | 2035 |
| G =   | 1986 |  | T =   | 1996 |  | 6 =    | 2006 |  | G =   | 2016 |  | T =   | 2026 |  | 6 =    | 2036 |
| H =   | 1987 |  | V =   | 1997 |  | 7 =    | 2007 |  | H =   | 2017 |  | V =   | 2027 |  | 7 =    | 2037 |
| J =   | 1988 |  | W =   | 1998 |  | 8 =    | 2008 |  | J =   | 2018 |  | W =   | 2028 |  | 8 =    | 2038 |
| K =   | 1989 |  | X =   | 1999 |  | 9 =    | 2009 |  | K =   | 2019 |  | X =   | 2029 |  | 9 =    | 2039 |

En la undécima posición indica el número de la planta en donde fue ensamblado el vehículo.
De la duodécima posición a la decimoséptima se indica en números correlativos la secuencia en la línea de producción del vehículo de acuerdo al fabricante.

## Localización
El número de chasis puede estar situado bajo el capó en el área del compartimento del motor, troquelado en el mamparo o tabique hermético y en algunos casos (vehículos tipo pickups y vehículos industriales) en la sección del chasis que se aprecia en los pasos de las ruedas traseras. En otros vehículos se encuentra en el interior del habitáculo de ocupantes.
El número debe ser legible y estar en un lugar seguro. El número abarca al WMI, VDS, VIS.
También debe aparecer en ficha técnica del vehículo.
En la Unión Europea el VIN y su localización están regulados por el reglamento 19/2011.